# Xu Yuhua (judoczka)
Xu Yuhua (chiń. 徐玉华; ur. 2 marca 1983 w Binzhou) – chińska judoczka. Olimpijka z Pekinu 2008, gdzie zajęła czternaste miejsce w kategorii 63 kg.
Piąta na mistrzostwach świata w 2001 i siódma w 2011. Trzecia w drużynie w 2006. Triumfatorka igrzysk azjatyckich w 2006 i trzecia na mistrzostwach Azji w 2012 roku.

## Letnie Igrzyska Olimpijskie 2008
| Konkurencja | Walki                 | Klas. końcowa |
| Konkurencja | 1/8                   | Miejsce       |
| ----------- | --------------------- | ------------- |
| 63 kg       | Kong Ja-young (KOR) P | XIV           |